# Ciucsângeorgiu
Ciucsângeorgiu (em húngaro: Csíkszentgyörgy) é uma comuna romena localizada no distrito de Harghita, na região histórica da Transilvânia. A comuna possui uma área de 240.72 km² e sua população era de 4784 habitantes segundo o censo de 2007.